# Gallant
Gallant – jednostka osadnicza w Stanach Zjednoczonych, w stanie Alabama, w hrabstwie Etowah.